# Beah Richards
Pour les articles homonymes, voir Richards.
Beah Richards est une actrice américaine, née le 12 juillet 1920 à Vicksburg (Mississippi, États-Unis) où elle est morte le 14 septembre 2000.

## Filmographie
- 1958 : The Mugger (en) : Maid
- 1959 : Take a Giant Step : May Scott
- 1962 : Miracle en Alabama (The Miracle Worker) : Viney - Keller Maid
- 1963 : Gone Are the Days! (en) de Nicholas Webster (en) : Idella Landy
- 1967 : Que vienne la nuit (Hurry Sundown) d'Otto Preminger : Rose Scott
- 1967 : Dans la chaleur de la nuit (In the Heat of the Night) : Mama Caleba
- 1967 : Devine qui vient dîner... (Guess Who's Coming to Dinner) : Mrs. Prentice
- 1970 : L'Insurgé (The Great White Hope) : Mama Tiny
- 1972 : Les Aventures de Pot-au-Feu (The Biscuit Eater) : Charity Tomlin
- 1975 : Mahogany : Florence
- 1979 : Racines 2 : Les Nouvelles Générations : Cynthia Harvey Palmer (âgée)
- 1986 : Inside Out (en) : Verna
- 1987 : Big Shots : Miss Hanks
- 1989 : Voyageurs sans permis (Homer and Eddie) : Linda Cervi
- 1989 : Drugstore Cowboy : Drug Counselor
- 1994 : Urgences : Mme Benton, maman du docteur Peter Benton
- 1998 : Beloved : Baby Suggs